# Lärkmalmätare
Lärkmalmätare (Eupithecia lariciata) är en fjärilsart som beskrevs av Freyer 1980. Lärkmalmätare ingår i släktet Eupithecia och familjen mätare. Arten är reproducerande i Sverige. Inga underarter finns listade i Catalogue of Life.

## Bildgalleri

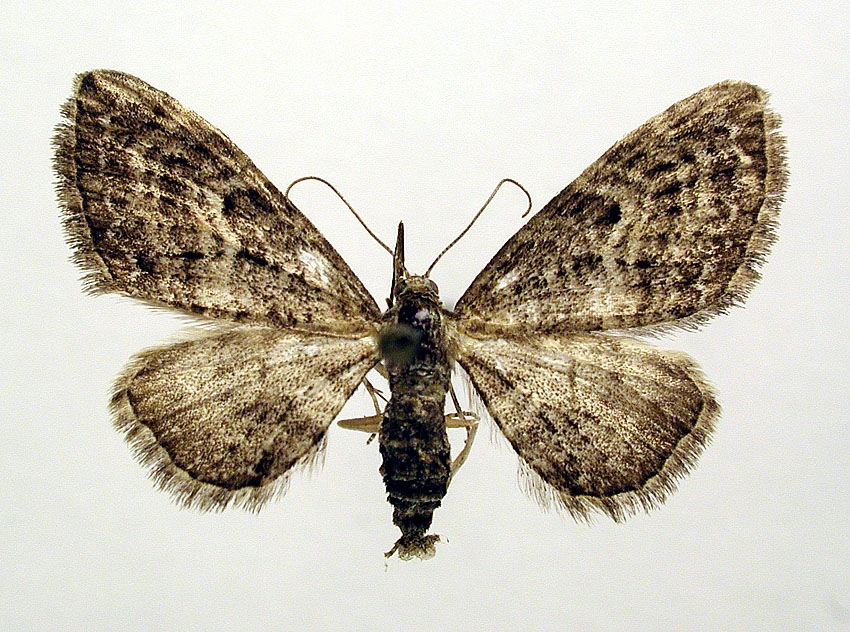
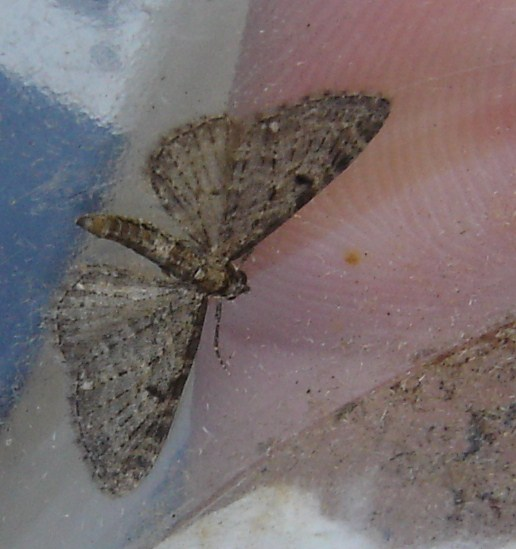
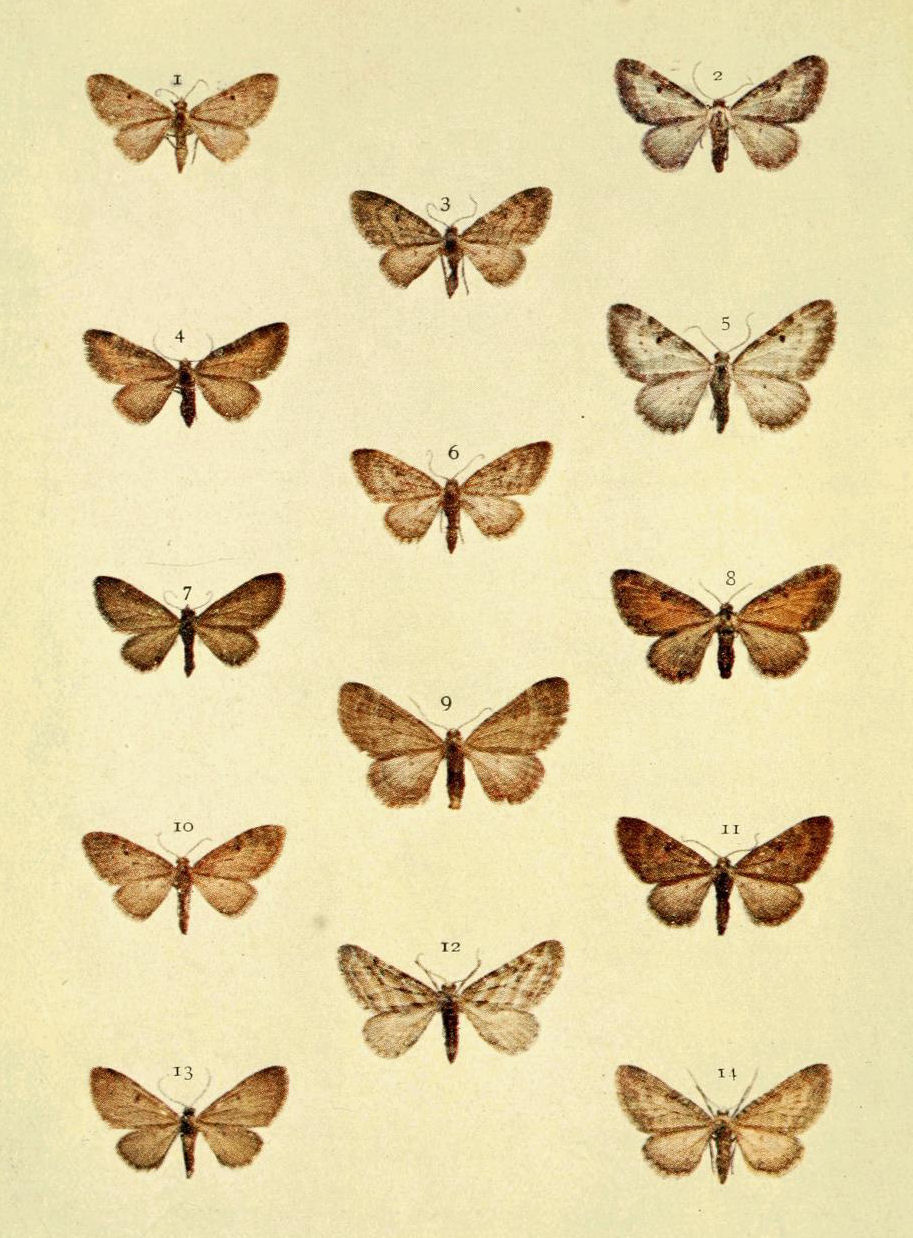